# 29e cérémonie des David di Donatello
La 29e cérémonie des David di Donatello s'est déroulée le 16 juin 1984 au Teatro dell'Opera di Roma. 

## Palmarès
- Meilleur film :
  - Le Bal ex æquo avec
  - Et vogue le navire…
  - Mi manda Picone

- Meilleur réalisateur :
  - Ettore Scola  pour Le Bal
  - Federico Fellini pour Et vogue le navire…
  - Nanni Loy pour Mi manda Picone

- Meilleur réalisateur débutant :
  - Roberto Russo pour Flirt
  - Giacomo Battiato pour Le Choix des seigneurs
  - Francesca Marciano et Stefania Casini  pour Lontano da dove

- Meilleur scénariste :
  - Federico Fellini et Tonino Guerra  pour Et vogue le navire…
  - Nanni Loy et Elvio Porta pour Mi manda Picone
  - Ruggero Maccari, Jean-Claude Penchenat, Furio Scarpelli et Ettore Scola pour Le Bal
  - Nanni Moretti et Sandro Petraglia pour Bianca

- Meilleur producteur :
  - Gianni Minervini pour Mi manda Picone
  - Franco Cristaldi pour Et vogue le navire…
  - Mohammed Lakhdar-Hamina et Giorgio Silvagni pour Le Bal

- Meilleure actrice :
  - Lina Sastri pour Mi manda Picone
  - Laura Morante pour Bianca
  - Monica Vitti pour Flirt

- Meilleur acteur :
  - Giancarlo Giannini pour Mi manda Picone
  - Nanni Moretti pour Bianca
  - Francesco Nuti pour Son contento

- Meilleure actrice dans un second rôle :
  - Elena Fabrizi pour Acqua e sapone
  - Stefania Casini pour Lontano da dove
  - Rossana Di Lorenzo pour Le Bal
  - Anna Longhi pour Il tassinaro

- Meilleur acteur dans un second rôle :
  - Carlo Giuffré pour Son contento
  - Aldo Giuffré pour Mi manda Picone
  - Stefano Satta Flores pour Cent Jours à Palerme

- Meilleur directeur de la photographie :
  - Giuseppe Rotunno pour Et vogue le navire…
  - Ricardo Aronovitch pour Le Bal
  - Dante Spinotti pour Le Choix des seigneurs

- Meilleur musicien :
  - Armando Trovajoli et Vladimir Cosma pour Le Bal
  - Gianfranco Plenizio pour Et vogue le navire…
  - Francesco De Gregori pour Flirt

- Meilleur décorateur :
  - Dante Ferretti pour Et vogue le navire…
  - Luciano Ricceri pour Le Bal
  - Elena Ricci Poccetto pour Mi manda Picone

- Meilleur créateur de costumes :
  - Nanà Cecchi pour Le Choix des seigneurs
  - Ezio Altieri pour Le Bal
  - Maurizio Millenotti pour Et vogue le navire…

- Meilleur monteur :
  - Raimondo Crociani pour Le Bal
  - Franco Fraticelli pour Mi manda Picone
  - Ruggero Mastroianni pour Et vogue le navire…

- Meilleur film étranger :
  - Fanny et Alexandre
  - Tendres Passions
  - Zelig

- Meilleur réalisateur étranger :
  - Ingmar Bergman pour Fanny et Alexandre
  - Woody Allen pour Zelig
  - Andrzej Wajda pour Danton

- Meilleur scénariste étranger :
  - Ingmar Bergman pour Fanny et Alexandre
  - Clayton Frohman et Ron Shelton pour Under Fire
  - Woody Allen pour Zelig

- Meilleur producteur étranger :
  - Jonathan Taplin pour Under Fire
  - Barbra Streisand pour Yentl
  - Cinematograph ab per the Swedish Film Institute, The Swedish Television STV 1, Gaumont, Personal Film e Tobis Filmkunst pour Fanny et Alexandre
  - Robert Greenhut pour Zelig

- Meilleure actrice étrangère :
  - Shirley MacLaine pour Tendres Passions
  - Debra Winger pour Tendres Passions
  - Meryl Streep pour Le Choix de Sophie

- Meilleur acteur étranger :
  - Woody Allen pour Zelig
  - Michael Caine pour Le Consul honoraire
  - Robert Duvall pour Tendre Bonheur
  - Gérard Depardieu pour Danton

- Premio Alitalia
  - Ettore Scola

- David Luchino Visconti
  - Federico Fellini

- David René Clair :
  - Sergio Leone

- David Special :
  - Vittorio Gassman
  - Sophia Loren
  - Nino Manfredi
  - Mariangela Melato
  - Alberto Sordi
  - Monica Vitti
  - Titanus